# Christophe de Barros
Christophe de Barros fut un personnage historique portugais qui fit partie de la colonisation brésilienne.
Il était le fils d'Antonio Cardoso de Barros, qui fut dévoré par les Indiens Caetés en même temps que l'évêque  Pero Fernandes Sardinha, dans l'actuel Sergipe.
Cristóvão de Barros, fut considéré comme un héros dans la lutte contre les Indiens et l'expulsion des pirates anglais de Salvador.
Fondateur de la ville de São Cristóvão, il reçut plus tard l'ordre de créer la capitainerie de Sergipe.
Il aida à expulser les Tamoios et les Français de la Baie de Guanabara et de ses environs. et fut propriétaire de grandes sesmarias à Magé et constructeur du premier engenho  de la  commune à proximité du Rio Magepe et près de la Colline de Piedade (Pitié).

## Source
- (pt) Cet article est partiellement ou en totalité issu de l’article de Wikipédia en portugais intitulé « Cristóvão de Barros » (voir la liste des auteurs).